# Constituties van Anderson
De Constituties van Anderson (The Constitutions of the Free-Masons), vormen een van de belangrijkste documenten uit de vroege geschiedenis van de speculatieve vrijmetselarij. Ze werden opgesteld door de Schots-presbyteriaanse predikant James Anderson en voor het eerst gepubliceerd in Londen in 1723 in opdracht van de Premier Grand Lodge of England. De uitgave bevatte een historische verhandeling, gedragsregels en statuten voor de nieuwe organisatie van vrijmetselaarsloges onder een centraal gezag.

## Totstandkoming
De publicatie van de Constituties vond plaats tegen de achtergrond van een bredere institutionele ontwikkeling binnen de vrijmetselarij. In de loop van de zeventiende eeuw evolueerde het systeem van middeleeuwse werkplaatsen van steenhouwers (operative masons) naar loges die ook niet-ambachtelijke leden (accepted masons) toelieten. Deze ontwikkeling leidde uiteindelijk tot de oprichting van de Premier Grand Lodge of England op 24 juni 1717 in Londen, waarin vier Londense loges zich verenigden onder een gezamenlijk gezag. Deze gebeurtenis geldt als het formele beginpunt van de moderne georganiseerde vrijmetselarij.
De behoefte aan een gemeenschappelijk reglement leidde ertoe dat Grootmeester John Theophilus Desaguliers in 1721 opdracht gaf tot het opstellen van een gestandaardiseerde grondwet. James Anderson, een presbyteriaans predikant, kreeg de taak om op basis van oudere plichtenboeken en logegebruiken een eigentijdse compilatie te maken. Daarbij putte hij uit laatmiddeleeuwse documenten zoals het Regius manuscript (ca. 1390) en het Cooke-manuscript (15e eeuw), waarin de oorsprong van het metselaarsambacht teruggevoerd wordt op Bijbelse en mythische figuren zoals Euclides en koning Æthelstan.
Ook de Schotse Schaw Statuten van 1598 en 1599, opgesteld onder William Schaw, legden een vroege basis voor de regulering van loges en het gedrag van leden. Deze statuten introduceerden onder meer verplichte instructie, interne hiërarchie en een morele gedragscode — elementen die ook terugkeren in Andersons Constituties.
Andersons concepttekst werd in 1722 goedgekeurd door een commissie van de Grootloge en in 1723 gepubliceerd onder de titel:
The Constitutions of the Free-Masons. Containing the History, Charges, Regulations, &c. of that Most Ancient and Right Worshipful Fraternity. For the Use of the Lodges.
Een tweede, uitgebreide editie verscheen in 1738.

## Inhoud

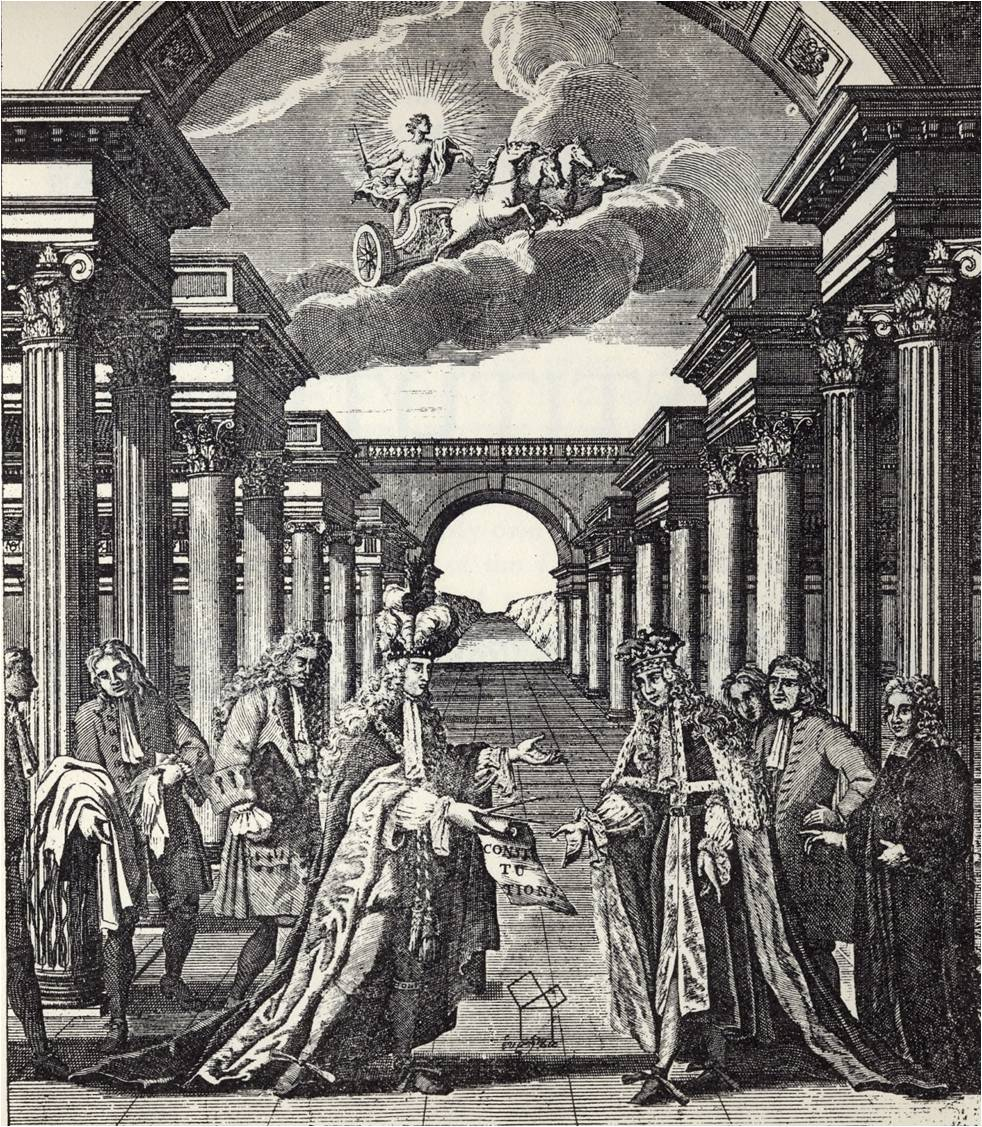
Frontispice van de eerste editie van de Constituties (1723), gegraveerd door John Pine

De Constituties zijn opgebouwd uit verschillende onderdelen:
- Een mythisch-historisch overzicht van de vrijmetselarij, waarin Anderson de oorsprong van het ambacht terugvoert op Bijbelse figuren als Adam en Noach, en vervolgens via Egypte, Rome en de middeleeuwen laat overgaan op de moderne broederschap;
- De zogenoemde Oude Plichten (Antient Charges), waarin morele en maatschappelijke gedragsregels voor vrijmetselaren worden vastgelegd;
- De General Regulations, grotendeels gebaseerd op het eerdere werk van George Payne (1718), die het bestuurlijk kader van de Grootloge en de ondergeschikte loges beschrijven;
- Een korte beschrijving van de ceremonie voor de oprichting van een nieuwe loge;
- Een afsluitende verzameling liederen, bedoeld voor gebruik tijdens logebijeenkomsten.

De rituele teksten zelf ontbreken. De nadruk ligt op organisatie, ethiek en historische legitimatie.

### Frontispice
De eerste editie bevat een rijk gegraveerde frontispice van de hand van John Pine, die ook lid was van de vrijmetselarij. De prent toont drie figuren in klassieke kledij, waaronder een allegorische verbeelding van de bouwkunst en een jongeman die een boek ontvangt — mogelijk een kandidaat-vrijmetselaar. De architectonische achtergrond, klassieke zuilen en het Alziend Oog verwijzen naar de universele orde en verlichting. De compositie presenteert de constituties als een overdracht van morele en institutionele kennis, en onderstreept het streven van de Grootloge naar respectabiliteit en continuïteit.

## Auteurschap en recent onderzoek
Hoewel de Constituties traditioneel aan Anderson worden toegeschreven, heeft recent stylometrisch onderzoek het beeld van een enkelvoudig auteurschap genuanceerd. De legendarische geschiedenis is met zekerheid van Andersons hand. Enkele kernteksten, waaronder de eerste plicht, blijken qua stijl nauwer aan te sluiten bij het werk van John Theophilus Desaguliers.
Dit geldt in het bijzonder voor de religieus tolerante formuleringen in de eerste plicht, zoals de bekende zinsnede "that Religion in which all Men agree", die moeilijk te rijmen valt met Andersons uitgesproken presbyteriaanse orthodoxie. De latitudinaire achtergrond van Desaguliers, gecombineerd met zijn oecumenische instelling, maken hem tot een waarschijnlijke auteur van dit deel. Anderson herzag deze plicht later grondig in de editie van 1738.
Ook binnen de General Regulations wijst het onderzoek op gedeeld auteurschap. Van de 39 bepalingen zijn er minstens 15 met redelijke zekerheid aan Anderson toe te schrijven, terwijl onder meer regel 10 (over representatief bestuur) en regel 17 (over beperking van ambtstermijnen) een stijl tonen die eerder bij Desaguliers past. De overige bepalingen zijn mogelijk afkomstig van Payne of van andere betrokkenen, maar ontbreken vanwege het beperkte beschikbare bronmateriaal.

## Verspreiding en invloed
De Constituties werden al snel wijdverspreid en herdrukt. Benjamin Franklin gaf in 1734 een editie uit in Philadelphia, de eerste maçonnieke publicatie in Noord-Amerika. Er verschenen vertalingen in het Nederlands (1736), Duits (1741) en Frans (1745), wat het document tot een hoeksteen maakte voor de verspreiding van de Grootlogetraditie in continentaal Europa.
De structuur van het document, met morele 'plichten' en administratieve statuten, diende als model voor latere constituties van grootloges wereldwijd. In bijvoorbeeld Frankrijk en Nederland baseerden nieuwe obediënties zich gedeeltelijk op Andersons indeling, al werden in veel gevallen andere accenten gelegd.

## Historische betrouwbaarheid
De historische sectie van de Constituties werd al in de achttiende eeuw bekritiseerd als fictief. Zowel tijdgenoten als latere onderzoekers beschouwen het relaas van Anderson als een mythische constructie, bedoeld om de broederschap een oud en universeel karakter te geven. Toch droeg deze 'sacred history' bij aan de identiteitsvorming van de nieuwe Grootloge.

## Edities
- 1723 – Eerste editie, vaak aangeduid als 'Anderson’s Constitutions'.
- 1738 – Tweede editie met updates, uitbreidingen en gewijzigde historische claims.
- 1734 – Amerikaanse editie gedrukt door Benjamin Franklin.
- Vertalingen – Nederlands (1736), Duits (1741), Frans (1745).

## Blijvende betekenis
Hoewel veel van de historische inhoud inmiddels als symbolisch of legendarisch wordt beschouwd, blijven de Oude Plichten een essentieel onderdeel van maçonnieke reglementen. Tot op heden verwijzen vele grootloges, waaronder de United Grand Lodge of England, expliciet naar Andersons Constituties als grondslag van hun organisatie en idealen.